# 苗代
苗代（なわしろ、なえしろ）は灌漑によって育成するイネの苗床である。
もともとは種籾（イネの種子、籾殻つきの米粒）を密に播いて発芽させ、田植えができる大きさまで育てるのに用いる狭い田を指した。

## 苗代の利用法
苗代は、移植用の苗を育成する目的で利用される。
寒冷地や高地での栽培では生育期間の短い早生品種が一般に有利であるが、第二次世界大戦後に考案された保温折衷苗代の普及と共に、それ以降、寒冷地や高地での早植栽培で安定した収穫が見込めるようになった。暖地での早期栽培にも苗代を活用されるが、今日の比較的生産規模の大きな農家ではビニールハウスを利用する場合が多い。

### 保温折衷苗代
イネの冷害対策として、昭和初期に長野県軽井沢町の篤農家、荻原豊次が考案した苗代。折衷とは、陸苗代（畑苗代）と水苗代の折衷という意味。荻原は、イネを早植をすることで冷温による障害やイモチ病への抵抗力が高まることに気づき、タネを撒いた苗代の上に油紙を置いて発芽時期を早める手法を見い出した。昭和二十年代以降、寒冷地や高標高地の農地に普及する中で、油紙をビニールに置き換えるなどの農業資材の革新や品種改良も進み、1カ月近く早く田植えを行うことができた地域も現れた。天候に極めて左右されやすい農家の経営基盤を安定化させたという点で革新的な農業技術であった。

## 苗代の作り方

### 手植えの場合
田植機を用いない旧来のやり方では、おおよそ次の手順に従う。
- 種籾（）を植える場所の土を、幅1メートル位の短冊状に盛り上げ、土を軽く耕す。
- その上に1平方センチメートル辺り1粒程度の種籾（5日程度水につけて十分に水分を吸わせたもの）をまく。
- 土や籾殻（もみがら）または燻炭（）を薄くかぶせ、軽く抑える。
- 苗代の畝上が丁度浸かる程度に水を張り、発芽させる。
- 苗が20 - 30センチメートル（本葉が7 - 8枚）位のころに、苗を抜き取り、2 - 3本を1株として植える（田植え）。

### 機械植えの場合
植える場所の土をならす段階までは、手植えの場合と同じ。以下はその一例。
- 用意した育苗箱に土を敷き、そのうえに催芽させた籾をまき、籾が隠れる程度に土を軽くかぶせる。
- 育苗箱をならした土のうえに並べ、十分潅水する。
- ビニール（育苗シート）を被せ、発芽させる。
- 苗が出揃ったらビニールを取り外す。
- 苗が20センチメートル（本葉が3 - 4枚）位のころに、田植機で移植する。

## 季語
季語としては「苗代（）」は春（4月）とされる。